# 小行星22143
小行星22143（22143 Cathyfowler）是一颗绕太阳运转的小行星，为主小行星带小行星。该小行星于2000年11月1日发现。

## 轨道参数
小行星22143的轨道半长轴为2.2341485 UA，离心率为0.192。